# Piranga cara-roja
La piranga cara-roja (Piranga ludoviciana) és un ocell de la família dels cardinàlids (Cardinalidae) que nia a l'oest d'Amèrica del Nord i hiverna al sud de Mèxic i Amèrica Central. Quan arriben a l'edat adulta, mesuren entre 15 i 19 cm de longitud. El mascle té el cap vermell per davant i més groguenc pel darrere. L'esquena, la cua i les ales són negres, però aquestes últimes presenten dues ratlles blanques amb groc. El bec és groguenc molt clar i les potes negres.